# Al-Muharraq Club
Maillots
Actualités
Le Al-Muharraq Club (en arabe : نادي المحرق البحريني), plus couramment abrégé en Al-Muharraq, est un club bahreïni en de football fondé en 1928 et basé dans la ville de Muharraq.

## Palmarès
| - Championnat de Bahreïn (35) - Champion : 1957, 1958, 1960, 1961, 1962, 1963, 1964, 1965, 1966, 1967, 1970, 1971, 1973, 1974, 1976, 1980, 1983, 1984, 1986, 1988, 1991, 1992, 1995, 1999, 2001, 2002, 2004, 2006, 2007, 2008, 2009, 2011, 2015, 2018, 2025 - Coupe de Bahreïn (34) - Vainqueur : 1952, 1953, 1954, 1955, 1958, 1959, 1961, 1962, 1963, 1964, 1966, 1967, 1972, 1974, 1975, 1978, 1979, 1983, 1984, 1989, 1990, 1993, 1995, 1996, 1997, 2002, 2005, 2008, 2009, 2011, 2012, 2013, 2016 et 2020 - Finaliste : 1960, 1977, 2003, 2017, 2018 |  | - Supercoupe de Bahreïn (3) - Vainqueur : 2006, 2013, 2018 - Finaliste : 2015, 2016 - Coupe du prince héritier (5) - Vainqueur : 2001, 2006, 2007, 2008, 2009 - Finaliste : 2002, 2003, 2004 - Coupe de la Fédération (5) - Vainqueur : 2005, 2009, 2020, 2021, 2022 - Coupe d'élite (1) - Vainqueur : 2019 |

| - Coupe de l'AFC (2) : - Vainqueur : 2008 et 2021. - Finaliste : 2006. - Coupe d'Asie des vainqueurs de coupe : - Finaliste : 1990-91. |  | - Coupe des clubs champions arabes : - Finaliste : 1993. - Coupe du golfe des clubs champions (1) : - Vainqueur : 2012. - Finaliste : 1989, 2002 et 2003. |

## Personnalités du club

### Grands noms du club
Al Muharraq domine depuis sa création les compétitions nationales au Bahreïn, que ce soit le championnat ou la Coupe nationale. C'est donc assez logiquement qu'il fournit de nombreux joueurs à l'équipe nationale, notamment depuis les années 2000, où les Bahreïniens ont disputé trois Coupe d'Asie des nations consécutives, entre 2007 et 2015. Ainsi, pour les trois compétitions, la sélection a compté une majorité de joueurs issue du club : 10 en 2007, 5 en 2011 et 6 en 2015. Parmi ces internationaux, on peut citer entre autres Sayed Mahmood Jalal, Mahmood Abdulrahman, Sayed Jaffer, Waleed Al Hayam, Abdulwahab Al Malood, Omar Ismaeel et Mohamed Salmeen. Deux autres internationaux, d'origine étrangère ont également porté les couleurs d'Al Muharraq : le Marocain de naissance Faouzi Aaish et Jaycee John Okwunwanne, né au Nigéria. Enfin, le Brésilien Rico est l'un des buteurs les plus prolifiques du club, avec notamment une campagne de Coupe de l'AFC 2008 somptueuse, terminée avec le titre suprême et un trophée de meilleur buteur pour son attaquant vedette.